# Manica
Manica — рід мурашок триби Myrmicini з підродини мирміцини. Описано 7 сучасних та 2 викопних види.

## Опис
Дрібні мурашки рудувато-бурого кольору (довжина близько 5-6 мм), схожі на великих представників роду Myrmica. У виду Manica rubida виявлені матки-мікрогіни, функція яких залишається неясною.

## Різноманіття та біогеографія
Відомо 7 сучасних видів та 2 викопних, поширених у Голарктиці. 4 сучасних та 1 викопний вид відомі з Північної Америки, один сучасний та один викопний — з Європи, 2 сучасних — зі Східної Азії. За однією з гіпотез предки роду з'явилися в Північній Америці, оскільки там наявне найбільше різноманіття. Натомість за іншою гіпотезою, рід має європейське походження в середині еоцену, згідно з місцем знахідки та датуванням найстарішої викопної мурашки.
- Manica bradleyi Wheeler, 1909 — Північна Америка
- Manica hunteri Wheeler, 1914 — Північна Америка
- Manica invidia Emery, 1895 — Північна Америка
- Manica parasitica Creighton, 1934 — Північна Америка
- Manica rubida Latreille, 1802 — Європа
- Manica shanyii He, Chen et Du 1802 — Китай
- Manica yessensis Azuma, 1955 — Японія

Викопні види:
- Manica andrannae Zharkov et Dubovikoff, 2023 — балтійський бурштин[2]
- Manica iviei LaPolla, 2023 — Монтана, США, олігоцен[3]